# Молочай серповидный
Молоча́й серпови́дный (лат. Euphórbia falcáta) — однолетнее травянистое растение; вид рода Молочай (Euphorbia) семейства Молочайные (Euphorbiaceae).

## Ботаническое описание
Растение 7—30 см высотой, голое или наверху слегка опушённое, сизое.
Стебли благодаря ветвящемуся основанию более-менее многочисленные, реже одиночные, 5—20 см высотой, большей частью сильно ветвистые, наверху с пазушными цветоносами, а ниже часто с короткими нецветущими ветвями.
Стеблевые листья очерёдные, коротко-черешатые, при основании клиновидные, 1—3 см длиной, 2—7 мм шириной, нижние продолговато-лопатчатые, тупые, усечённые или выемчатые, прочие обратноланцетовидные, острые, все цельнокрайные или мелкозубчатые, большей частью с тремя жилками, кожистые, долго неопадающие.
Верхушечные цветоносы в числе 3—5, как и пазушные — на конце многократно двураздельные, вначале недлинные, нередко ресничные, затем часто удлиняющиеся, расширяя соцветие до 30 см. Листочки обёртки и нижних обёрточек из клиновидного основания продолговатые или ланцетовидные, 1,4—2,5 см длиной, 3—9 мм шириной, заострённые; листочки обёрточек (кроме нижних) из более-менее косого основания округло-яйцевидные или яйцевидно-ромбические, 5—18 мм длиной, 5—10 мм шириной, длинно-заострённые, с остроконечием около 1 мм длиной, нередко серповидно изогнутые, мелкопильчатые; бокальчик колокольчатый, 1—1,5 мм шириной, снаружи голый, внутри пушистый, с продолговатыми ресничными лопастями. Нектарники полулунные, безрогие или реже слегка двурогие. Столбики 1—1,5 мм длиной, свободные, глубоко-двунадрезанные. Цветёт со второй половины мая по июнь—июль.
Плод — конически-яйцевидный трёхорешник, 2—3,5 мм длиной, слабо-трёхбороздчатый, с гладкими, тупо-килеватыми лопастями, голый. Семена продолговатые, 1,5—2 мм длиной, сжато-четырёхгранные, на гранях с 5—10 правильно-поперечными бороздками, сероватые, с шаровидно-коническим, белым, легко опадающим придатком.
Вид описан из Южной Европы.

## Распространение и экология
Европа: Австрия, Чехословакия, Германия, Венгрия, Польша, Швейцария, Албания, Болгария, Югославия, Греция (включая Крит), Италия (включая Сицилию), Румыния, Франция (включая Корсику), Португалия, Испания (включая Балеарские острова); территория бывшего СССР: Европейская часть России, Украина (включая Крым), Кавказ (Армения, Азербайджан, Предкавказье, Дагестан), Средняя Азия (Кыргызстан, Таджикистан, Туркменистан, Узбекистан); Азия: Аравийский полуостров, Афганистан, Кипр, Иран, Ирак, Израиль, Иордания, Ливан, Сирия, Турция, Индия (Джамму и Кашмир: северо-запад и центр), Пакистан (запад); Северная Африка: Алжир, Египет, Ливия, Марокко, Тунис.
Растёт на полях, в посевах (как пожнивный сорняк), по обочинам дорог.

## Значение и применение
В фазе цветения листья содержат 100 мг% аскорбиновой кислоты. Скотом не поедается.

## Таксономия

### Таксономическая схема
|  |                                      |  |                                                             |                                                             |                      |  | ещё 36 семейств (согласно Системе APG II), в том числе Маковые | ещё 36 семейств (согласно Системе APG II), в том числе Маковые |                         |  |  |  | ещё ≈2000 видов |
|  |                                      |  |                                                             |                                                             |                      |  | ещё 36 семейств (согласно Системе APG II), в том числе Маковые | ещё 36 семейств (согласно Системе APG II), в том числе Маковые |                         |  |  |  | ещё ≈2000 видов |
|  |                                      |  |                                                             | порядок Мальпигиецветные                                    |                      |  |                                                                |                                                                | род Молочай (Euphorbia) |  |  |  |                 |
|  |                                      |  |                                                             | порядок Мальпигиецветные                                    |                      |  |                                                                |                                                                | род Молочай (Euphorbia) |  |  |  |                 |
|  | отдел Цветковые, или Покрытосеменные |  |                                                             |                                                             | семейство Молочайные |  |                                                                |                                                                | вид Молочай серповидный |  |  |  |                 |
|  | отдел Цветковые, или Покрытосеменные |  |                                                             |                                                             | семейство Молочайные |  |                                                                |                                                                |                         |  |  |  |                 |
|  |                                      |  | ещё 44 порядка цветковых растений (согласно Системе APG II) | ещё 44 порядка цветковых растений (согласно Системе APG II) |                      |  |                                                                | ещё >300 родов                                                 | ещё >300 родов          |  |  |  |                 |
|  |                                      |  |                                                             | ещё 44 порядка цветковых растений (согласно Системе APG II) |                      |  |                                                                |                                                                | ещё >300 родов          |  |  |  |                 |

### Подвиды
В пределах вида выделяются два подвида и одна разновидность:
- Euphorbia falcata subsp. falcata — Европа, Азия, Африка, Макронезия
  - [syn.  Euphorbia acuminata Lam. — Молочай заострённый]
- Euphorbia falcata var. galilaea (Boiss.) Boiss. — Турция, Кавказ, Сирия, Ливан, Израиль
- Euphorbia falcata subsp. macrostegia (Bornm.) O.Schwartz — Западная Турция, Кипр